# Glen Alvelais
Glen Alvelais (ur. 22 lutego 1968 w Hayward w stanie Kalifornia), amerykański muzyk, kompozytor i instrumentalista, gitarzysta. Alvelais znany jest ze współpracy z takimi grupami muzycznymi jak Scorched-Earth Policy, Forbidden, Bizarro, Testament, Damage, LD/50, X-3 oraz Tenet.

## Dyskografia
- 1988 Forbidden - Forbidden Evil
- 1989 Forbidden - Raw Evil - Live At The Dynamo
- 1991 Bizarro - demo
- 1993 Testament - Return to the Apocalyptic City
- 1995 Damage - demo
- 1997 Testament - Demonic
- 1998 Bizarro - demo #2
- 2000 LD/50 - Y2K demo
- 2003 LD/50 - demo II
- 2006 X-3 - Fluoxetine for Drum Nation 3 (Magna Carta)
- 2007 Tenet - Sovereign